# ختام أبو عوض
ختام كمال حسن أبو عوض (8 أكتوبر 1974) هي رياضية أردنية أولمبية، فازت بميداليتين في الألعاب البارالمبية الصيفية، وهي حاليًا تحتل المرتبة الأولى عالميًا في فئة الفردي 5، والمرتبة السادسة عالميًا في فئة الفرق، وتنافس للأردن دوليًا منذ عام 1998.

## النجاح الرياضي

### البدايات المهنية
كانت أول مشاركة دولية لها في ألعاب العالم للكراسي المتحركة التابعة للاتحاد الدولي للرياضات للأشخاص ذوي الاحتياجات الخاصة في ستوك ماندفيل عام 1998، حيث فازت أيضًا بأول ألقابها الكبرى: حصلت على ميداليتين ذهبيتين في فئة الفردي (الفئة 5) وفئة الفرق للسيدات (الفئة 2-5)، بالإضافة إلى ميدالية فضية في منافسات الكراسي المتحركة المفتوحة.
بعد عام، شاركت في دورة الألعاب العربية عام 1999، حيث أحرزت ميدالية ذهبية أخرى لبلادها في فئة الفردي للسيدات (الفئة 5)، رغم أنها كانت قد خَسرت أمام منافستها فاطمة العزام، كما حصلت على ميداليتها الفضية الثانية في منافسات الكراسي المتحركة المفتوحة.
في عام 2002، فازت أبو عوض بالميدالية البرونزية إلى جانب فاطمة العزام ومها البرغوثي في كأس العالم للفرق في مدينة رورموند بهولندا. وفي نفس العام، حصدت ثلاث ميداليات ذهبية في جميع منافساتها، بعد أن تغلبت على ستيفاني مارياج من فرنسا لتفوز بالبطولات الثلاث، بما في ذلك فئة الفرق من 1 إلى 5، في بطولة الملك حسين التذكارية في مسقط رأسها عمّان.
بعد عامين، في عام 2004، شاركت في بطولة ت.ت. إنترناشيونال ماسترز المفتوحة الإيطالية، حيث حصلت على ميداليتين فضيتين بعد أن خَسرت في نهائي الفردي المفتوح للكراسي المتحركة أمام أندريا دولينار من سلوفينيا، وكذلك أمام يتكا بيفارتشوفا من جمهورية التشيك. كما نالت لاحقاً الميدالية البرونزية مع العزام في فئة الفرق للسيدات 1–5.

### من 2004 إلى 2008
بعد مشاركتها في دورة الألعاب البارالمبية الصيفية 2004 في أثينا، كانت أبو عوض تسعى لتحقيق المزيد من الميداليات لبلادها. شاركت في بطولة مصر الدولية في القاهرة، حيث فازت بميدالية فضية في فئة الفرق للسيدات (الفئة 4-5) وميدالية برونزية في الفردي (الفئة 5).
وفي عام 2006، حققت ست ميداليات ذهبية، حيث فازت بثلاث ميداليات ذهبية في بطولة "سيتي أوف ليفربول المفتوحة" في مارس 2006 في فئات: الفردي (الفئة 4)، الفردي المفتوح للكراسي المتحركة، وفئة الفرق (4-5). ثم كررت الإنجاز نفسه بحصولها على ثلاث ميداليات ذهبية في نفس الفئات خلال بطولة ت.ت. إنترناشيونال ماسترز الإيطالية المفتوحة في سبتمبر 2006.
في عام 2007، شاركت فقط في بطولة دولية واحدة، وهي بطولة هونغ كونغ المفتوحة، حيث حصدت مجموعة من الميداليات: ذهبية في الفردي (الفئة 4–5)، فضية في الفرق (الفئة 4-5)، وبرونزية في المنافسة المفتوحة للكراسي المتحركة. وبعد عام، في 2008، فازت بميدالية فضية في الفردي (الفئة 4) وبرونزية في الفرق (الفئة 4–5) في بطولة ليفربول المفتوحة، ثم شاركت في بطولة رومانيا المفتوحة وحصدت نفس الميداليات بنفس الفئات.
مع نهاية عام 2008، أحرزت أبو عوض ميداليتين ذهبيتين في بطولة الوطني في عمّان، وذلك في فئتي الفردي (1-5) والفردي المفتوح للكراسي المتحركة. في مايو 2008، سافرت إلى بولندا للمشاركة في بطولة بولندا المفتوحة في مدينة فلاديسلاووو-سيتنيو، حيث فازت بثلاث ميداليات ذهبية في جميع منافساتها: الفردي، الفرق، والفردي المفتوح للكراسي المتحركة.
وفي يونيو من نفس العام، شاركت في بطولة رومانيا المفتوحة في مدينة كلوج نابوكا، حيث حصلت على ميدالية فضية في الفردي (الفئة 5) وبرونزية في الفرق (الفئة 1–5).
وبعد عام، فازت بذهبيتين جديدتين في بطولة الوطني لتنس الطاولة، لتتوج للمرة الثانية على التوالي بهذا الإنجاز في مسيرتها الرياضية.

### من 2010 إلى 2014
في عام 2010، واصلت أبو عوض حصد الميداليات، حيث أحرزت أربع ميداليات ذهبية وميدالية برونزية. في بطولة الوطني السنوية لتنس الطاولة، فازت بثلاث ميداليات ذهبية في فئات الفردي، والفردي المفتوح للكراسي المتحركة، والفرق (جميعها في الفئة 3–5). كما فازت بميدالية ذهبية في الفردي (الفئة 5) وميدالية برونزية في الفردي المفتوح للكراسي المتحركة في بطولة سلوفينيا المفتوحة.
وفي عام 2011، زادت إنجازاتها بفوزها بست ميداليات، خمسٌ منها كانت ذهبية، معظمها في منافسات الفردي. وتمكنت من الدفاع بنجاح عن ألقابها في بطولة الوطني للمرة الرابعة. كما فازت بميدالية ذهبية في الفردي (الفئة 5) وبرونزية في الفرق (الفئة 5) في بطولة بريطانيا المفتوحة التي أُقيمت في شيفيلد في سبتمبر 2011.
وقبل انطلاق دورة الألعاب البارالمبية الصيفية 2012، شاركت في بطولة سلوفينيا المفتوحة للمرة الثانية، وفازت بميداليتين ذهبيتين في الفردي والفرق (كلاهما في الفئة 5). ثم كررت الإنجاز ذاته بفوزها بذهبيتين أخريين في بطولة فرنسا المفتوحة في مدينة نانت.
في عام 2013، حصدت ست ميداليات، منها أربع ذهبيات، في ثلاث محطات دولية مختلفة. أحرزت ذهبيتين في بطولة الوطني للمرة الثالثة، وذهبيتين أخريين في بطولة سلوفينيا المفتوحة في جميع المنافسات التي شاركت بها. كما نالت ميدالية فضية وبرونزية في منافسات الفردي والفرق على التوالي في بطولة تايتشونغ لتنس الطاولة في تايوان.
وفي عام 2014، شاركت في بطولتين فقط، أحرزت خلالهما ميدالية واحدة في كل بطولة ضمن منافسات الفردي؛ حيث فازت بميداليتها الذهبية الرابعة في بطولة الوطني، كما حصلت على ميدالية فضية في بطولة لينغانو ماستر المفتوحة في إيطاليا.

### من 2015 حتى الآن
في عام 2015، حصلت أبو عوض على ميدالية ذهبية في منافسات الفردي ببطولة سلوفينيا المفتوحة للمرة الثالثة، بالإضافة إلى ميدالية فضية في منافسات الفرق (الفئة 5). لكنها خسرت لقبها في بطولة الوطني في نفس العام، حيث انتزعت تشانغ بيان لقبي الفردي والفرق.
في عام 2016، ولأول مرة منذ عام 2004، لم تفز أبو عوض بأي ميدالية ذهبية؛ واكتفت بميدالية فضية في الفردي (الفئة 5) خلال بطولة سلوفاكيا المفتوحة، وبرونزية في منافسات الفرق (الفئة 5). كما حصلت على ميداليتين برونزيتين في نفس الفئات في بطولة سلوفينيا المفتوحة.
في عام 2017، عادت بقوة محققة ست ميداليات، أربع منها ذهبية في منافسات الفردي، وفضيتين في منافسات الفرق. أحرزت ألقاب الفردي الأربعة في بطولات: أليكانتي المفتوحة، بطولة الوطني، سلوفينيا المفتوحة، وتايلاند المفتوحة. أما الميداليتان الفضيتان في الفرق، فكانتا من نصيبها في بطولتي تايلاند وسلوفينيا.

## الأداء في الألعاب البارالمبية

### الألعاب البارالمبية الصيفية 2000
كانت دورة الألعاب البارالمبية الصيفية 2000 أول مشاركة لأبو عوض في الألعاب البارالمبية، حيث شاركت في منافسات الفردي. فازت في مباراتها الأولى ضد ستيفاني بالاس من فرنسا، لكنها خسرت أمام رن غوشيانغ من الصين. ومع ذلك، تأهلت إلى الدور ربع النهائي. هناك، واجهت يتكا بيفارتشوفا من جمهورية التشيك لكنها خسرت في مجموعتين متتاليتين.
أما في منافسات الفرق، فقد شاركت أبو عوض إلى جانب مها البرغوثي، واحتلّتا المركز الثالث من بين أربع فرق في مجموعتهما، خلف كل من المكسيك وتايبيه الصينية.

### الألعاب البارالمبية الصيفية 2004
كانت دورة الألعاب البارالمبية الصيفية 2004 هي المشاركة الثانية لأبو عوض في الألعاب، حيث شاركت إلى جانب فاطمة العزام ومها البرغوثي، ونافست في فئة الفردي (الفئة 5) وفرق السيدات (الفئة 4–5).
في منافسات الفردي، خَسرت أبو عوض في دور المجموعات بمجموعتين متتاليتين أمام رن غويشيانغ من الصين ووي مي هوي من تايبيه الصينية، ولم تتمكن من التأهل إلى الأدوار النهائية.
أما في منافسات الفرق (فئة 4–5)، فقد حلّ الفريق الأردني المكوّن من أبو عوض، العزام، والبرغوثي في المركز الثاني في مجموعته ضمن الدور التمهيدي بنظام الدوري، بعد خسارة نظيفة أمام تايبيه الصينية، وفوز صعب على ألمانيا.
في الدور ربع النهائي، واجه الفريق منتخب سلوفاكيا وانتصر عليه بنتيجة 3 مجموعات مقابل 2. وفي نصف النهائي، تغلّب منتخب الصين على الفريق الأردني بثلاث مجموعات نظيفة.
بعد تلك الخسارة، لعبت أبو عوض وزميلتاها مباراة تحديد المركز الثالث أمام فرنسا، ونجحن في الفوز، ليحرزن الميدالية البرونزية ويمنحن الأردن إنجازاً بارالمبياً مميزاً.

### الألعاب البارالمبية الصيفية 2008
في دورة الألعاب البارالمبية الصيفية 2008 في بكين، كانت أبو عوض عازمة على تحقيق النجاح وحصد ميدالية جديدة كما فعلت في الدورة السابقة. ففي منافسات الفردي (الفئة 5)، تصدرت مجموعتها بعد فوزها في جميع مبارياتها الثلاث في دور المجموعات. بعد هذا الأداء القوي، تأهلت لمواجهة رن غوي شيانغ من الصين، لكنها خسرت تلك المباراة. ثم لعبت مباراة تحديد المركز الثالث (البرونزية) ضد أندريا زيميرر من ألمانيا، لكنها تعرّضت لهزيمة ثقيلة واحتلت المركز الرابع في الترتيب النهائي لمنافسات الفردي.
أما في منافسات الفرق للسيدات (الفئة 4–5)، فقد شكّلت أبو عوض فريقًا مرة أخرى مع فاطمة العزام ومها البرغوثي، وكنّ يأملن في الفوز بميدالية جديدة. في دور الـ16، لعبت ضد أليشا ألميدا من جنوب إفريقيا وفازت بثلاث مجموعات في منافسة الفردي، كما فازت بمباراة الزوجي إلى جانب العزام. وفي ربع النهائي، واجه الفريق منتخب تايبيه الصينية وتمكن من تحقيق فوز صعب على وي مي هوي وتساي هوي تشو.
في نصف النهائي، لعب الفريق الأردني ضد المنتخب الصيني، حامل اللقب، وخسر بنتيجة 3-1. لكن الفريق استعاد الأمل في مباراة الميدالية البرونزية، حيث واجه منتخب صربيا وتمكن من الانتصار، ليحرز الفريق البرونزية للمرة الثانية على التوالي، ويضيف إنجازاً جديداً لمسيرة أبو عوض الدولية.

### الألعاب البارالمبية الصيفية 2012
قدّمت أبو عوض أداءً قوياً في دور المجموعات ضمن منافسات الفردي (الفئة 5)، حيث فازت بمباراتين متتاليتين دون خسارة أي مجموعة، ضد كيميي بيشو من اليابان ومارتا ماكيشي من الأرجنتين.
تأهلت إلى نصف النهائي، حيث واجهت غو غاي من الصين، وخسرت بثلاثة أشواط مقابل واحد.
وفي مباراة الميدالية البرونزية، واجهت إنجيلا لوندباك من السويد، لكنها خسرت مرة أخرى، لتُنهي المنافسة في المركز الرابع.
أما في منافسات الفرق للسيدات (الفئة 4–5)، فقد شكّلت أبو عوض فريقًا مع فاطمة العزام، لكنهما لم تتمكنا من التقدّم في المنافسة، بعد خسارة صعبة في ربع النهائي أمام الفريق السويدي المكوّن من آنا-كارين ألكفيست وإنجيلا لوندباك.

### الألعاب البارالمبية الصيفية 2016
شاركت أبو عوض في دورة الألعاب البارالمبية الصيفية 2016 في ريو دي جانيرو إلى جانب مها البرغوثي ضمن منافسات الفرق للسيدات.
في منافسات الفردي (الفئة 5)، قدّمت أداءً مميزاً في دور المجموعات، حيث فازت في مباراتيها أمام كارولين تابيب من إسرائيل وماريا باريديس من المكسيك في الألعاب البارالمبية الصيفية 2016. تأهلت إلى الدور ربع النهائي، حيث واجهت مجدداً إنجيلا لوندباك من السويد، التي كانت قد هزمتها أيضًا في مباراة البرونزية في دورة لندن 2012. هذه المرة، تكررت الهزيمة، وخرجت أبو عوض من المنافسات الفردية.
أما على صعيد منافسات الفرق، فلم يحالف الحظ الفريق الأردني، حيث خسر أمام منتخب المكسيك في مباراتين من أصل ثلاث، ليُقصى من المنافسة دون تحقيق ميدالية.

## روابط خارجية
- ختام أبو عوض على موقع Paralympic.org (الإنجليزية)